# Anta do Cerejeiro
Die Anta do Cerejeiro ist eine Megalithanlage etwa 7,5 km nördlich Castelo de Vide am linken Ufer der Ribeira de São João, in der Gemeinde (portugiesisch Freguesia)  Santiago Maior im Kreis (portugiesisch Concelho) Castelo de Vide, Distrikt Portalegre im nordöstlichen Alentejo. Knapp 400 m südöstlich liegt, ebenfalls am linken Ufer der Ribeira de São João, die Anta da Várzea dos Mourões.
Anta, Mámoa, Dolmen, Orca und Lapa sind die in Portugal geläufigen Bezeichnungen für die ungefähr 5000 Megalithanlagen, die während des Neolithikums im Westen der Iberischen Halbinsel von den Nachfolgern der Cardial- oder Impressokultur errichtet wurden.

## Denkmalpflege
Die Anta wurde erstmals 1975 publiziert und 1986 im Rahmen einer Prospektion erneut katalogisiert. Eine weitergehende archäologische Untersuchung der Fundstelle steht bisher aus. 1997 wurde die Anlage als IIP - Imóvel de Interesse Público klassifiziert und unter Schutz gestellt.

## Befund
Die Fundstelle ist heute weitgehend zerstört. Nur zwei der stark fragmentierten Tragsteine (Orthostaten) aus Granit sind in situ erhalten. Bisher haben sich keine Hinweise auf einen Korridor oder eine Überhügelung (Mámoa) des Grabes ergeben, doch können die noch ausstehenden Ausgrabungen das Bild gegebenenfalls korrigieren.
Trotz der schlechten Erhaltung kann die Anta in den Zeitraum vom Endneolithikum bis in die Kupfersteinzeit (3500–2000 v. Chr.) datiert werden.

## Funde
Über eventuelle Funde im Zuge der Prospektion liegen keine Informationen vor.